# Estación de Ca l'Aranyó
Ca l'Aranyó es una estación de la línea T4 del Trambesòs de Barcelona. Está ubicada en la Avenida Diagonal, entre su intersección con las calles Ciutat de Granada y Llacuna, en el distrito de San Martín. 
Recibe su nombre del antiguo complejo industrial Ca l'Aranyó, situado a escasos metros y que actualmente ocupa la Universidad Pompeu Fabra.

## Historia
Esta estación se inauguró el 8 de mayo de 2004, coincidiendo con la apertura al público del Trambesòs.
Se le otorgó el nombre en memoria de la fábrica textil que la familia Arañó (Claudio Arañó y Arañó) poseía en Poble nou y que más tarde A principios de la década de los 90 se vio obligada a cerrar; una fábrica que había sido un referente durante más de cien años y que supuso en su momento un pilar importante en el tejido industrial de la ciudad de Barcelona.

## Líneas y conexiones
| << cabecera | < estación | línea | estación > | cabecera >>           |
| ----------- | ---------- | ----- | ---------- | --------------------- |
| Verdaguer   | Glòries    |       | Pere IV    | Estació de Sant Adrià |